# Saint-Germain-sur-Morin
Saint-Germain-sur-Morin (franskt uttal: [sɛ̃ ʒɛʁmɛ̃ syʁ mɔʁɛ̃]
 ( lyssna)) är en kommun i departementet Seine-et-Marne i regionen Île-de-France i norra Frankrike. Kommunen ligger i kantonen Serris som tillhör arrondissementet Torcy. År 2022 hade Saint-Germain-sur-Morin 3 892 invånare.

## Befolkningsutveckling
| Befolkningsutvecklingen i Saint-Germain-sur-Morin 1968–2021 | Befolkningsutvecklingen i Saint-Germain-sur-Morin 1968–2021 | Befolkningsutvecklingen i Saint-Germain-sur-Morin 1968–2021 | Befolkningsutvecklingen i Saint-Germain-sur-Morin 1968–2021 | Befolkningsutvecklingen i Saint-Germain-sur-Morin 1968–2021 |
| ----------------------------------------------------------- | ----------------------------------------------------------- | ----------------------------------------------------------- | ----------------------------------------------------------- | ----------------------------------------------------------- |
|                                                             |                                                             |                                                             |                                                             |                                                             |
| År                                                          |                                                             |                                                             | Folkmängd                                                   |                                                             |
| 1968                                                        | 1968                                                        |                                                             | 676                                                         |                                                             |
| 1975                                                        | 1975                                                        |                                                             | 2 067                                                       |                                                             |
| 1982                                                        | 1982                                                        |                                                             | 2 124                                                       |                                                             |
| 1990                                                        | 1990                                                        |                                                             | 2 356                                                       |                                                             |
| 1999                                                        | 1999                                                        |                                                             | 2 755                                                       |                                                             |
| 2007                                                        | 2007                                                        |                                                             | 3 362                                                       |                                                             |
| 2015                                                        | 2015                                                        |                                                             | 3 561                                                       |                                                             |
| 2021                                                        | 2021                                                        |                                                             | 3 881                                                       |                                                             |